# Oakley (Michigan)
Pour les articles homonymes, voir Oakley.
Oakley est un village du comté de Saginaw, dans l'État du Michigan, aux États-Unis. En 2020, il comptait une population de 299 habitants.